# 阿尔德宁
阿尔德宁是奥地利施蒂利亚州利岑县的一个市镇。总面积34.03平方公里，总人口1251人，人口密度36.8人/平方公里（2005年）。